# Palcaraju
El Palcaraju, nevado Palcaraju o nevado Cuchilla (del quítxua pallqa, p'allqa, p'alqa enforcadura, bifurcació, rahu neu, gel, muntanya amb neu,) és una muntanya de la Cordillera Blanca, als Andes, a la regió d'Ancash del Perú, que s'eleva fins a 6.274 msnm.
El Palcaraju té tres cims: Palcaraju (6.274 m), Palcaraju Oeste (6.110 m) i Palcaraju Sur (5.900 m). Es troba a l'interior del Parc Nacional del Huascarán.